# Rua São Bento
La Rua São Bento es una calle histórica ubicada en el distrito de Sé, en el centro de la ciudad de São Paulo, Brasil. Comienza en el Largo São Francisco junto a la rua José Bonifácio y cruza la Praça do Patriarca, la rua Direita, la rua da Quitanda, el Largo do Café, la Rua Miguel Couto, la Praça Antonio Prado y finaliza su recorrido junto a la rua Boa Vista en el Largo São Bento.
La calle es, en la actualidad, eminentemente comercial. En ella existen varias tiendas que van desde las grandes cadenas, perfumerías, librerías, restaurantes, bancos e puntos históricos y turísticos de la ciudad como el Edificio Martinelli, cuyo ingreso principal se encuentra en la rua São Bento.